# Cryphia splendida
Cryphia splendida är en fjärilsart som beskrevs av Bang-haas 1927. Cryphia splendida ingår i släktet Cryphia och familjen nattflyn. Inga underarter finns listade i Catalogue of Life.